# Colpo di coda
Colpo di coda è il quarto album live della rockband italiana Litfiba, pubblicato nel 1994.
È l'album che segna il passaggio della rockband alla EMI italiana dopo diversi anni con la CGD/Warner.

## Descrizione
L'album si compone di due volumi, registrati live al concerto di Bologna durante il Terremoto tour il 5 settembre 1993. Il risultato è potente, trascinante e incredibilmente rock. Nello stesso album vengono presentati 2 inediti (entrambi pubblicati come singoli): "A denti stretti" registrato in studio all'IRA sound lab di Firenze e "Africa" registrata live. La versione registrata in studio di quest'ultima traccia è stata inclusa unicamente nel relativo omonimo singolo e, ad oggi, è ancora inedita su album.
Nel 2011 i Litfiba hanno deciso di ristampare l'album all'interno del Box Set Litfiba Rare & Live.

## Tracce
Tutte le tracce sono registrate live, ad eccezione di A denti stretti

### CD 1
Testi e musiche di Piero Pelù e Ghigo Renzulli.
1. A denti stretti – 4:05 – Inedito studio
2. Sotto il vulcano – 5:51
3. Soldi – 4:25
4. Dinosauro – 3:45
5. Resisti – 4:25
6. Woda-Woda – 3:40
7. Gioconda – 6:10
8. Il mistero di Giulia – 6:51
9. Fata Morgana – 5:04

Durata totale: 44:16

### CD 2
Testi e musiche di Piero Pelù e Ghigo Renzulli eccetto dove indicato.
1. Gira nel mio cerchio – 3:57 (Litfiba)
2. Maudit – 5:18
3. Dimmi il nome – 4:32
4. Prima guardia – 4:55
5. El diablo – 4:19
6. Proibito – 4:21
7. Tex'n'duet – 5:44 (Litfiba)
8. Africa – 4:39 – Inedito live
9. Cangaceiro – 6:41

Durata totale: 44:26

## Formazione
- Piero Pelù - voce
- Ghigo Renzulli - chitarra, scacciapensieri
- Antonio Aiazzi - tastiere
- Roberto Terzani - basso
- Franco Caforio - batteria

## Edizioni
- Standard Edition: 2 CD
- Vinyl Edition: 3 LP
- Deluxe Edition: 2 CD / 2 MC + Booklet 99 foto

## Singoli/Videoclips
- A denti stretti (promo, videoclip)
- Africa (promo, videoclip)

## Curiosità
- È l'ultimo album del gruppo dove Alberto Pirelli viene accreditato come produttore artistico.
- La scaletta effettivamente suonata quella sera includeva anche altri quattro pezzi che non trovarono posto nell'album: Resta, Firenze sogna, Siamo umani e Cane.
- La versione live di Resisti contiene una brevissima citazione di un altro brano della band toscana, Maudit.

## Classifiche

### Classifiche settimanali
| Classifica (1994) | Posizione massima |
| ----------------- | ----------------- |
| Europa            | 35                |
| Italia            | 3                 |